# Wuthering Heights (filme de 2026)
Wuthering Heights será um filme de drama de 2026, dirigido e produzido por Emerald Fennell e baseado em Wuthering Heights, um romance de Emily Brontë. Está previsto para ser lançado nos Estados Unidos em 13 de fevereiro de 2026.

## Sinopse
Uma história de amor apaixonada e tumultuada que tem como pano de fundo os pântanos de Yorkshire, explorando o relacionamento intenso e destrutivo entre Heathcliff e Catherine Earnshaw.

## Elenco
- Margot Robbie como Catherine Earnshaw
- Charlotte Mellington como Catherine Earnshaw (jovem)
- Jacob Elordi como Heathcliff
- Owen Cooper como Heathcliff (jovem)
- Shazad Latif como Edgar Linton
- Hong Chau como Nelly
- Alison Oliver como Isabella Linton